# Рауан Кенжеханули
Рауан Кенжеханули (каз. Рауан Кенжеханұлы; нар. 1 травня 1979) — казахський підприємець та активіст громадських організацій, який в серпні 2011 року був названий першим Вікіпедистом року засновником Вікіпедії Джиммі Вейлзом на Вікіманії.

## Життєпис
Народився Рауан Кенжеханули 1 травня 1979 року у Східноказахстанській області (Казахстан). У 2001 році закінчив Алматинський університет ім. Абая Кунанбаєва, отримавши ступінь бакалавра міжнародних справ.
Протягом університетських років працював координатором програми Громадського фонду Національного дебатного центру та головним редактором молодіжної телепрограми «Азамат» на національному телеканалі Khabar TV. Після того, як він приєднався до телевізійного агентства Khabar TV, був на посаді економічного спостерігача та начальника московського бюро Національної телерадіокомпанії в Російській Федерації.
Він також був першим секретарем в російському посольстві.
У 2010 році він поїхав до США на однорічну стипендію в Гарвардському університеті, де тієї ж осені він вперше зацікавився редагуванням Вікіпедії, коли побував на лекції «Media, Politics, and Power in the Digital Age». Того ж року він був названий одним із стипендіатів Центру у міжнародних справах Weatherhead у 2010-2011 роках.Пізніше він заснував некомерційну організацію WikiBilim, яка має на меті розширити доступність безкоштовної казахськомовної інформації в Інтернеті.   У 2014 році його призначили заступником губернатора Кизилординської області.
Він також обіймав посаду директора-засновника Євразійської ради з закордонних справ, яка була офіційно створена 12 листопада 2014 рокуза грантом уряду Казахстану.

## Громадська діяльність
У 2016 році він заснував некомерційну організацію Bilim Foundation.
У 2017 році призначений головою комісії національного проекту «Переклад 100 підручників для ВНЗ на казахську мову».